# Canthidium quadridens
Canthidium quadridens är en skalbaggsart som beskrevs av Edgar von Harold 1867. Canthidium quadridens ingår i släktet Canthidium och familjen bladhorningar. Inga underarter finns listade.